# U 77 (U-Boot, 1940)
U 77 war ein deutsches U-Boot vom Typ VII C, das im Zweiten Weltkrieg von der deutschen Kriegsmarine eingesetzt wurde.

## Geschichte
Der Auftrag für das Boot wurde am 25. Januar 1939 an die Vegesacker Werft vergeben. Die Kiellegung erfolgte am 28. März 1940, der Stapellauf am 23. November 1940, die Indienststellung unter Oberleutnant zur See Heinrich Schonder fand schließlich am 18. Januar 1941 statt. Die meisten deutschen U-Boote dieser Zeit trugen bootsspezifische identitätsstiftende Symbole. U 77 trug das Flottillenzeichen der 29. U-Flottille, einen nach hinten auskeilenden Esel.
Das Boot gehörte nach seiner Indienststellung am 18. Januar 1941 bis zum 30. April 1941 als Ausbildungsboot zur 7. U-Flottille in Kiel. Nach der Ausbildungszeit kam U 77 vom 1. Mai 1941 bis 31. Dezember 1941 als Frontboot mit der 7. U-Flottille nach St. Nazaire und vom 1. Januar 1942 bis zum 30. April 1942 als Frontboot erst zur 23. U-Flottille in Salamis dann vom 1. Mai 1942 bis zu seiner Versenkung am 28. März 1943 zur 29. U-Flottille in La Spezia.

## Einsatzstatistik
U 77 absolviert während seiner Dienstzeit elf Unternehmungen, auf denen fünfzehn Schiffe mit einer Gesamttonnage von 32.236 BRT versenkt und vier mit einer Gesamttonnage von 8.264 BRT beschädigt wurden. Ein Schiff mit 5.222 BRT wurde als Totalverlust eingestuft.

### Erste Unternehmung
Das Boot lief am 29. Mai 1941 um 4:07 Uhr von Kiel aus und lief am 7. Juli 1941 um 16.30 Uhr in St. Nazaire ein. Auf dieser 40 Tage dauernden Unternehmung legte das Boot zirka 7.780 sm über und 149 sm unter Wasser zurück. Im Verlauf dieser Unternehmung in den Nordatlantik, versenkte Kommandant Schonder drei Schiffe mit 11.725 BRT.
- 13. Juni 1941: Versenkung des britischen Dampfers Tresillian (Lage) mit 4.743 BRT. Der Dampfer wurde durch einen Torpedo und Artillerie versenkt. Er fuhr in Ballast und war auf dem Weg von Immingham in den Golf von St. Lawrence. Es gab keine Verluste und 46 Überlebende.
- 22. Juni 1941: Versenkung des britischen Dampfers Arakaka (Lage) mit 2.379 BRT. Der Dampfer diente als Wetterschiff und wurde durch einen Torpedo versenkt. Es war ein Totalverlust mit 45 Toten.
- 25. Juni 1941: Versenkung des griechischen Dampfers Anna Bulgari (Lage) mit 4.603 BRT. Der Dampfer wurde durch einen Torpedo versenkt. Er hatte eine unbekannte Fracht und befand sich auf dem Weg von Swansea nach Montreal. Es war ein Totalverlust.

### Zweite Unternehmung
Das Boot lief am 2. August 1941 um 12.50 Uhr von St. Nazaire aus und lief am 10. September 1941 um 20:00 Uhr wieder dort ein. Auf dieser 40 Tage dauernden Unternehmung legte das Boot zirka 7.350 sm über und 170 sm unter Wasser zurück. Im Verlauf dieser Unternehmung in den Nordatlantik, südwestlich von Island und westlich des Nordkanals, wurden keine Schiffe versenkt oder beschädigt.

### Dritte Unternehmung
Das Boot lief am 11. Oktober 1941 um 19.24 Uhr von St. Nazaire aus und lief am 13. November 1941 um 14:45 Uhr in Lorient ein. U 77 gehörte zur U-Bootgruppe Reissewolf, die nach Maßgabe der von Karl Dönitz entwickelten Rudeltaktik das Gefecht mit alliierten Geleitzügen suchen sollte. Das Boot wurde am 8. November 1941 in Vigo mit 117 m³ Brennstoff und Proviant versorgt. Auf dieser 33 Tage dauernden Unternehmung legte das Boot zirka 6.300 sm über und 186 sm unter Wasser zurück. Im Verlauf dieser Unternehmung in den Nordatlantik, südlich von Kap Farewell und östlich von Neufundland, wurden keine Schiffe versenkt oder beschädigt.

### Vierte Unternehmung
Das Boot lief am 10. Dezember von Lorient aus und lief am 14. Januar 1942 um 9:00 Uhr in Salamis ein. Auf dieser 35 Tage dauernden Unternehmung legte das Boot und zirka 6.400 sm über und 490 sm unter Wasser zurück. Im Rahmen dieser Unternehmung erfolgte am 16. Dezember 1941 der Durchbruch durch die Straße von Gibraltar, es folgten Operationen im westlichen und im östlichen Mittelmeer. Das Boot lief am 19. Dezember 1941 in Messina zur Ergänzung ein und lief am 21. Dezember 1941 wieder aus. Es wurde ein Schiff mit 4.972 BRT versenkt und ein Zerstörer mit 1.690 t beschädigt.
- 15. Dezember 1941: Versenkung der britischen Dampfers Empire Barracuda (Lage) mit 4.972 BRT. Der Dampfer wurde durch einen Torpedo versenkt. Er hatte 5.800 t Munition sowie Militärgüter geladen und befand sich auf dem Weg von Gibraltar über Kapstadt nach Suez. Das Schiff gehörte zum Konvoi HG-76 mit 32 Schiffen. Es gab 13 Tote und 39 Überlebende.
- 12. Januar 1942: Beschädigung des britischen Zerstörers Kimberley mit 1.690 t. Der Zerstörer wurde durch einen Torpedo beschädigt.

### Fünfte Unternehmung
Das Boot lief am 28. März 1942 um 17:00 Uhr von Salamis aus und lief am 3. April 1942 um 8:45 Uhr wieder dort ein. Auf dieser sieben Tage dauernden Unternehmung legte das Boot zirka 1.750 sm über und 138 sm unter Wasser zurück. Im Rahmen dieser Unternehmung in das östliche Mittelmeer, wurden keine Schiffe versenkt oder beschädigt.
Das Boot verlegte am 7. April 1942 von Salamis nach Patras und am 8. April 1942 von Patras nach La Spezia in die Werft. Nach der Werftliegezeit, ging es am 6. Juni 1942 wieder von La Spezia nach Messina zurück ins Dock.

### Sechste Unternehmung
Das Boot lief am 8. Juni 1942 um 16.15 Uhr von Messina aus und lief am 9. Juli 1942 um 7:40 Uhr in Salamis ein. U 77 lief am 17. Juni 1942 wegen Schäden in Salamis ein und am 23. Juni 1942 wieder aus. Auf dieser 31 Tage dauernden Unternehmung legte das Boot zirka 3.600 sm über und 500 sm unter Wasser zurück. Im Rahmen dieser Unternehmung in das östliche Mittelmeer, wurde ein Zerstörer mit 1.050 t versenkt.
- 12. Juni 1942: Versenkung des britischen Geleitzerstörers HMS Grove (Lage) mit 1.050 ts. Der Zerstörer wurde durch zwei Torpedos versenkt. Er gehörte zum Konvoi MW-11. Es gab 110 Tote.

### Siebente Unternehmung
Das Boot lief am 16. Juli 1942 um 17.10 Uhr von Salamis aus und lief am 30. August 1942 um 7:50 Uhr in Pola ein. U 77 lief am 21. August 1942 zur Brennstoffergänzung in Salamis ein und am 25. August wieder aus, sowie am 26. August in Patras ein und am gleichen Tag wieder aus. Auf dieser 41 Tage dauernden Unternehmung im östlichen Mittelmeer und vor der Küste Palästinas, wurden acht Segelschiffe mit 730 BRT durch Artilleriebeschuss versenkt und ein Segelschiff mit 155 BRT beschädigt.
- 22. Juli 1942: Versenkung des palästinensischen Segelschiffes Ghazal mit 41 BRT. Der Segler wurde durch zehn Schuss mit der Artillerie versenkt. Er hatte 30 t Hühnerfutter geladen und befand sich auf dem Weg nach Mersin. Es gab keine Verluste.
- 24. Juli 1942: Versenkung des syrischen Segelschiffes Toufic El Rahman mit 30 BRT. Der Segler wurde durch 25 Schuss mit der Artillerie versenkt. Er hatte eine unbekannte Ladung und befand sich auf dem Weg nach Haifa. Es gab keine Verluste.
- 30. Juli 1942: Versenkung der ägyptischen Segelschiffes Fany mit 43 BRT. Der Segler wurde durch einen Torpedo versenkt. Eigentlich war es ein Versehen, der Torpedo galt einem Zerstörer, aber der Torpedo unterlief den Zerstörer und traf das Segelschiff.
- 1. August 1942: Versenkung des palästinensischen Segelschiffes Daniel mit zirka 80 BRT. Der Segler wurde durch sieben Schuss mit der Artillerie versenkt. Er hatte Petroleum geladen und befand sich auf dem Weg nach Zypern. Es gab keine Verluste.
- 6. August 1942: Versenkung der ägyptischen Segelschiffes Ezzet mit 158 BRT. Der Segler wurde durch 35 Schuss mit der Artillerie versenkt. Er hatte keine Fracht an Bord und befand sich auf dem Weg von Zypern nach Latakia. Es gab keine Verluste.
- 6. August 1942: Beschädigung der ägyptischen Segelschiffes Adnan mit 155 BRT. Der Segler wurde durch 28 Schuss mit der Artillerie beschädigt. Er hatte keine Fracht geladen. Er befand sich auf dem Weg von Zypern nach Latakia. Es gab keine Verluste.
- 7. August 1942: Versenkung des ägyptischen Segelschiffes Amina mit 87 BRT. Der Segler wurde durch 13 Schuss mit der Artillerie versenkt. Er hatte Kupferkies geladen und befand sich auf dem Weg nach Alexandria. Es war ein Totalverlust.
- 10. August 1942: Versenkung des palästinensischen Segelschiffes Kharouf mit 158 BRT. Der Segler wurde durch 19 Schuss mit der Artillerie versenkt. Er hatte Früchte, Bier, Talkum und 1.150 Pfund Bargeld an Bord und war auf dem Weg nach Beirut. Es gab keine Verluste.
- 16. August 1942: Versenkung des ägyptischen Segelschiffes Ikbal mit 176 BRT. Der Segler wurde durch 16 Schuss mit der Artillerie versenkt. Er hatte diverse Waren geladen und befand sich auf dem Weg nach Alexandria. Es gab keine Verluste.

Zur Erinnerung an die acht versenkten Segelschiffe ließ Kommandant Heinrich Schonder das Rohr des Bordgeschützes mit acht Ringen ummalen.

### Achte Unternehmung
Das Boot lief am 12. Oktober 1942 um 18.10 Uhr von Pola aus und lief am 1. November 1942 um 11.30 Uhr in La Spezia ein. U 77 lief am 29. Oktober 1942 zur Brennstoffergänzung in Messina ein und am 30. Oktober 1942 wieder aus. Auf dieser 20 Tage dauernden Unternehmung in das östliche Mittelmeer, wurde ein Segelschiff mit 18 BRT versenkt.
- 20. Oktober 1942: Versenkung des syrischen Segelschiffes Mahrous mit 18 BRT. Der Segler wurde durch acht Schuss mit der Artillerie versenkt. Er hatte eine unbekannte Ladung und war auf dem Weg nach Famagusta. Es gab keine Verluste.

### Neunte Unternehmung
Das Boot lief am 3. November 1942 um 16.00 Uhr von La Spezia aus und lief am 5. Dezember 1942 um 8.45 Uhr wieder dort ein. U 77 lief am 21. November 1942 zur Ergänzung in Cagliari ein und lief am 22. November 1942 wieder dort aus. Auf dieser 32 Tage dauernden Unternehmung legte das Boot zirka 4.684 sm über und 291 sm unter Wasser zurück. Im Rahmen dieser Unternehmung in das westliche Mittelmeer wurde ein Kriegsschiff mit 1.190 t beschädigt.
- 12. November 1942: Beschädigung der britischen Sloop HMS Stork mit 1.190 t. Die Sloop wurde durch einen Torpedo beschädigt.

### Zehnte Unternehmung
Das Boot lief am 26. Januar 1943 um 17.09 Uhr von La Spezia aus und lief am 10. Februar 1943 um 9.30 Uhr wieder dort ein. Auf dieser 15 Tage dauernden und zirka 1.850 sm über und 330 sm unter Wasser langen Unternehmung in das westliche Mittelmeer wurden zwei Schiffe mit 13.742 BRT versenkt.
- 7. Februar 1943: Versenkung des britischen Dampfers Empire Webster (Lage) mit 7.043 BRT. Der Dampfer wurde durch zwei Torpedos versenkt. Er hatte 3.000 t Kohle, Panzer, LKWs sowie Militärgüter geladen und befand sich auf dem Weg von Glasgow nach Bona. Das Schiff gehörte zum Konvoi KMS-8 mit 55 Schiffen. Es gab vier Tote und 57 Überlebende.
- 7. Februar 1943: Versenkung des britischen Dampfers Empire Banner (Lage) mit 6.699 BRT. Der Dampfer wurde durch zwei Torpedos versenkt. Er hatte 3.800 t Militärgüter, Panzer und Motorfahrzeuge geladen und befand sich auf dem Weg von Penarth nach Bona. Das Schiff gehörte zum Konvoi KMS-8. Es gab keine Verluste und 72 Überlebende.

### Elfte Unternehmung
Das Boot lief am 3. März 1943 um 16.15 Uhr von La Spezia aus und wurde am 29. März 1943 versenkt. Auf dieser 25 Tage dauernden Unternehmung in das westliche Mittelmeer und östlich von Spanien, wurde ein Schiff mit 5.222 BRT versenkt und ein Schiff mit 5.229 BRT beschädigt.
- 16. März 1943: Beschädigung des britischen Dampfers Merchant Prince mit 5.229 BRT. Der Dampfer wurde durch einen Torpedo beschädigt. Er fuhr in Ballast und war auf dem Weg nach Gibraltar. Das Schiff gehörte Konvoi ET-14 mit 30 Schiffen. Es gab einen Toten und 44 Überlebende
- 16. März 1943: Fatale Beschädigung des britischen Dampfers Hadleigh (Lage) mit 5.222 BRT. Der Dampfer wurde durch einen Torpedo so schwer beschädigt, dass er beim Einschleppversuch am 18. März 1943 auseinanderbrach und sank. Er fuhr in Ballast und war auf dem Weg von Algier nach Gibraltar. Das Schiff gehörte zum Konvoi ET-14. Es gab zwei Tote und 58 Überlebende.

## Verbleib
Am 28. März 1943 wurde U 77 im Mittelmeer, östlich von Cartagena, durch Wasserbomben und eine Fliegerbombe einer britischen PBO Hudson V der Squadron 48 und einer PBO Hudson L der Squadron 233 auf der Position 37° 42′ N, 0° 10′ O im Marine-Planquadrat CH 5791 versenkt. 38 Besatzungsmitglieder fanden dabei den Tod, während neun Mann von spanischen Fischern gerettet wurden und nach Spanien gelangten. Die Toten ruhen auf dem Soldatenfriedhof Cuacos de Yuste.
U 77 verlor während seiner Dienstzeit vor der Versenkung keine Besatzungsmitglieder.

## Dokumentarfilm „80 Meter über dem Tod“
Die 43-minütige Dokumentation 80 Meter über dem Tod. Der letzte Überlebende vom U-Boot 77 von Andrea Dorschner und Manfred Schulz aus dem Jahr 2005 widmet sich Ernst Peter Delmenhorst, dem letzten Überlebenden des Untergangs des U-Boots 1943, der im Jahr 2004 über seine Erinnerungen spricht.